# Karl-Heinz Benndorf
Karl-Heinz Benndorf (* 16. Juli 1919 in Weißenfels; † 28. März 1995 in Usingen) war ein deutscher Aquarellist, Bildhauer und Architekt.

## Leben und Wirken
Von 1933 bis 1937 arbeitete er nach einer Steinbildhauerlehre ein Jahr an der Dombauhütte Naumburg. 1937 bis 1939 belegte Benndorf ein Studium an der Hochschule für Grafik und Buchkunst Leipzig und an der École des Beaux-Arts in Paris. Zwischen 1939 und 1945 leistete er den Militärdienst. Von 1947 bis 1952 folgte ein Studium an der Burg Giebichenstein Kunsthochschule Halle in Halle an der Saale und der Martin-Luther-Universität Halle-Wittenberg, als Schüler von Karl Schmidt-Rottluff, Charles Crodel und Waldemar Post. Er engagierte sich als Landesjugendsekretär der Gewerkschaft  IG 17 (Kunst und Schrifttum) und wurde dann Mitglied des Verbands Bildender Künstler der DDR. Von 1953 bis 1958 beschäftigte er sich mit Forschungstätigkeit in den Bereichen Panoramaoptik und Farbpsychologie. Benndorf war von 1958 bis 1961 freiberuflich tätig, unter anderem als Bühnenbildarchitekt beim Deutschen Fernsehfunk. Ab 1961 war er freiberuflich tätig als Architekt, Berater und Gestalter von kulturellen, sozialen und medizinischen Einrichtungen, daneben hatte er weiter Forschungstätigkeiten. Er erhielt ab 1977 ein Berufs- und Ausstellungsverbot aufgrund der Flucht der ersten Tochter aus der DDR. 1986 erfolgte seine Ausreise aus der DDR. Werke von Karl-Heinz Benndorf finden sich im Morgan-Museum New York sowie dem Puschkin-Museum Moskau.
Er beteiligte sich an Ausstellungen von Aquarellen, Grafiken, Skulpturen, Baukunst, sowie Kinderbuchillustrationen. Studienaufenthalte erfolgten in Frankreich, Italien, Niederlande, England, Tunesien, Norwegen, Ungarn, Bulgarien, Polen, der Sowjetunion, sowie der Tschechoslowakei.

## Teilnahme an zentralen und wichtigen regionalen Ausstellungen in der DDR
- 1970: Berlin, Altes Museum („Im Geiste Lenins“)
- 1982: Fürstenwalde, Altes Rathaus („Miniatur in der bildenden Kunst der DDR“)